# Перегноевка
Перегноевка (укр. Перегноївка) — река в Золочевском районе Львовской области Украины. Правый приток реки Полтва (бассейн Вислы).
Длина реки 22 км, площадь бассейна 270 км². Русло слабоизвилистое (более извилистое в нижнем течении), в верхнем течении частично канализированно. Пойма широкая, местами слабовыраженная.
Истоки расположены на юго-восточной окраине села Словита, между лесистыми холмами северо-западных склонов Гологоров. Течёт по равнинной территории Надбужанской котловины сначала на север, затем на северо-запад. Впадает в Полтву к югу от села Полтва. Протекает через город Глиняны.
Основной приток — Тимковецкий Поток (левый).